# Expeditionen zur Befreiung Oberperus
Bedingt durch das Scheitern der Versuche der Oberperuaner (heute Bolivien), aus eigener Kraft von Spanien unabhängig zu werden, halfen ihnen zwischen 1810 und 1816 die Patrioten von La Plata mit drei Expeditionen zur Befreiung Oberperus. Diese konnten jedoch trotz anfänglicher Erfolge alle ihr Ziel nicht dauerhaft erreichen.

## Vorspiel
Das während der spanischen Kolonialzeit als „Oberperu“ (Alto Perú) bezeichnete Bolivien wurde zuerst von Peru und ab 1773 vom Vizekönigreich La Plata (Argentinien) aus regiert, besaß aber einen eigenen Königlichen Gerichtshof (Real Audiencia) in Charcas (auch Chuquisaca, heute Sucre). Aufgrund der Distanz zu Buenos Aires war die Anbindung an das spanische Mutterland und dessen Gesetzen weniger strikt als in den anderen Kolonien Spanisch-Amerikas. Dies bildete den Nährboden für ein liberales und emanzipiertes Denken, das bereits José Gabriel Condorcanqui 1780/81 als Túpac Amaru II. zum Aufstand gegen ein mängelbehaftetes und ungerechtes koloniales Verwaltungssystem trieb.
Im Januar 1809 war der Versuch in Buenos Aires, durch einen Aufstand zur Selbstverwaltung zu gelangen, gescheitert, als es im Mai in Chuquisaca zum Aufstand kam. An der dortigen Universität hatten Lehrer und Studenten über die Möglichkeit einer Autonomie diskutiert und waren dafür eingesperrt worden. Am 25. erhob sich daraufhin die Bevölkerung, und der Gouverneur der Provinz Charcas musste zurücktreten. Sein Amtskollege aus Potosí entsandte jedoch Truppen, die die Erhebung niederschlugen.
Im Juli des gleichen Jahres löste in La Paz eine Junta Tuitiva (etwa Wächterrat) die koloniale Regierung ab und entfernte nach dem Aufstand vom 16. sämtliche Spanier aus der Verwaltung. Neben Reformen, die auch eine rechtliche Gleichstellung der indigenen Urbevölkerung (die heute noch die Bevölkerungsmehrheit stellt) beinhalteten, stellte die neue Regierung Milizen unter Pedro Domingo Murillo auf, die die Ordnung aufrechterhalten und mögliche spanische Gegenreaktionen verhindern sollten.
José Manuel de Goyenche, ein General, den der Regentschaftsrat in Cádiz nach Peru geschickt hatte, wurde in Cusco im September vom peruanischen Vizekönig José Fernando Abascal y Sousa mit Truppen ausgestattet und marschierte im Auftrag der beiden Vizekönige von Peru und La Plata auf Ersuchen des Gerichtspräsidenten von Charcas nach La Paz. Im Oktober begannen die Kämpfe um La Paz, bei denen die Separatisten anfänglich Erfolge erzielen konnten. Bald darauf mussten sie jedoch die Stadt aufgeben und flohen an die Ostabhänge der Anden hinter dem Hausberg von La Paz, dem Ilimani, in die Yungas. Goyenche verfolgte die Unabhängigkeitskämpfer und machte mit ihnen im November kurzen Prozess.
Die verstärkte Militärpräsenz der Spanier verhinderte weitere Rebellionen, und die Patrioten waren auf Hilfe von außen angewiesen. Nachdem es den Separatisten in Buenos Aires Ende Mai 1810 nachhaltig gelungen war, die Macht an sich zu reißen, entsandten sie bis 1816 drei Militärexpeditionen nach Oberperu, um die dortigen Gesinnungsgenossen bei ihrem Streben nach Selbstbestimmtheit zu unterstützen. Oberperu wurde nun wieder der Verwaltung in Lima unterstellt, da sich hier kaum Separatismusbestrebungen zeigten.

## Erste Expedition 1810/11
Der Erfolg der Separatisten in La Plata bewog Abascal, seinem argentinischen Amtskollegen Unterstützung bei dessen Bemühungen anzubieten, die kolonialen Verhältnisse wiederherzustellen. Dazu wurden die Streitkräfte von Goyenche aufgestockt und weiter nach Süden verlegt. Die Regierungsjunta in Buenos Aires erkannte, dass auch die Unabhängigkeit von La Plata gefährdet war und entschloss sich zu einem Feldzug nach Oberperu, einerseits, um die Spanier aus Argentinien herauszuhalten, und andererseits zur Unterstützung der Unabhängigkeit der Oberperuaner. Am 9. Juli verließen die Soldaten des Nordheeres Buenos Aires.
Auf dem Weg nach Oberperu löste Antonio Gonzáles Balcarce, der ursprünglich stellvertretender Leiter des Nordheeres von La Plata war, seinen Chef ab, da dieser mit übertriebener Härte auf einen Gegenaufstand auf dem Weg reagiert hatte. Im Süden von Oberperu traf das Heer mehr auf Zustimmung bei der Bevölkerung als auf Widerstand der Kolonialtruppen. In einigen Orten kam es angesichts der vorrückenden Argentinier zu Aufständen, die im Erfolgsfall mit der Ausrufung der Unabhängigkeit endeten. Um diese für die Patrioten günstige Entwicklung zu fördern, entschloss sich Balcarce, die Spanier, die ihnen unter José Cordoba y Roxas entgegengezogen waren, bei Cotagaita in deren Hauptquartier anzugreifen (Schlacht von Cotagaita). Balcarces Angriff scheiterte an der numerischen Überlegenheit der königlichen Truppen, und die Argentinier traten den geordneten Rückzug an. Bei Suipacha, rund 70 Kilometer südlich, attackierte er am 7. November erneut Roxas, und diesmal besiegte Balcarce seinen Gegner (Schlacht von Suipacha). Durch die Niederlage der Spanier angeregt, kam es nun landesweit zu Erhebungen mit dem Ziel, die Spanier zu entmachten.
Das harte Durchgreifen des politischen Kommissars Juan José Castelli, den die La Plata-Junta mitgeschickt hatte, und mangelndes Fingerspitzengefühl im Umgang mit den Ansichten der oberperuanischen Patrioten kostete die Argentinier viele der erkämpften Sympathien, während sie in den folgenden Monaten nach Norden zogen und die wichtigen Städte besetzten. Die Spanier in Peru rüsteten derweil zum Gegenschlag. Unterhändler von Balcarce und Goyenche hatten zwar eine Waffenruhe vereinbart, aber keine der beiden Seiten war ernsthaft gewillt, sich daran zu halten. Im Juni 1811 befanden sich die beiden massiv vergrößerten Heere südlich des Titicacasees. Am 20. überraschte Goyenche mit etwa 6000 Soldaten die rund 5000 Patrioten, bei denen sich noch einige Tausend Indianer befanden, bei Huaqui (heute Guaqui). Obwohl der Ausgang der Schlacht von Huaqui nahe dem Río Desaguadero lange Zeit offen war, erlitten die Separatisten eine verheerende Niederlage, und Goyenche verfolgte die Reste bis nach Argentinien.
Auf dem Weg nach Süden zerschlugen die Spanier jegliche Strukturen der Selbstverwaltung und verfolgten die Verantwortlichen. Stellenweise gelang es Guerilleros, sich noch einige Monate zu halten, bei La Paz erhob sich die indigene Urbevölkerung, aber letztlich brachten die Königstreuen den Gerichtsbezirk Charcas wieder vollständig unter ihre Kontrolle und griffen gnadenlos durch.

## Spanischer Gegenschlag in Nordargentinien
Die La Plata-Junta entsandte nach dem Scheitern des ersten Feldzugs Manuel Belgrano, der sich ab Mitte Mai 1812 mit der Reorganisation des Nordheeres in San Salvador de Jujuy befasste. Im August erhielt er aus Buenos Aires die Anordnung, sich mit den Truppen zurückzuziehen.
Zur gleichen Zeit beauftragte Goyenche Juan Pío Tristán y Moscoso mit einem Vorstoß nach Argentinien, um die dortigen Patrioten von weiteren Einfällen in Oberperu abzuhalten. Belgrano erhielt auf dem Rückweg in San Miguel de Tucumán Kenntnis von den nach La Plata vorrückenden Kolonialtruppen. Da die Bevölkerung des Ortes ihn bat, sie gegen Tristan zu verteidigen, blieb er entgegen seinen Befehlen und sicherte die Region durch die Abwehr der Attacke der Königstreuen auf die Stadt am 24. September. Da Tristan ein Drittel seines ursprünglich über dreitausend Mann zählenden Heeres verlor, gab er den Feldzug in Argentinien auf und zog sich nach Norden zurück. Belgrano verzichtete zwar auf eine Verfolgung der immer noch zahlenmäßig überlegenen Spanier, aber er blieb in Tucumán und baute sein Heer aus.

## Zweite Expedition 1813
Zu Beginn des Jahres 1813 hatte Belgrano sein Heer so weit ausgebaut, dass er mit 3000 Soldaten die in Nordargentinien verbliebenen Spanier, die sich ebenfalls verstärkt hatten, endgültig vertreiben wollte. Gegen die diesmal numerisch nur knapp überlegenen Kolonialtruppen gelang ihm am 20. Februar ein überwältigender Sieg auf dem Kastanienfeld bei Salta. Da dieser Triumph Goyenche aus Potosí nach Oruro trieb, stand den Argentiniern der Süden Oberperus offen, und Belgrano rückte vor. Auf einem Weg nach Potosí, wo er im Juni eintraf, richtete er erneut die Selbstverwaltung ein und erwarb sich damit die Sympathien der Bevölkerung.
Mit seinem durch Oberperuaner auf 3500 Mann verstärkten Heer begann er im September mit einem Feldzug zur Eroberung des Nordteils des Landes. Joaquín de la Pezuela, der Militärchef von Oberperu, hatte mit den Truppen Goyenches, den er im Kampf gegen die la Plata-Patrioten abgelöst hatte, 4000 Soldaten unter einem Befehl und zog damit den Separatisten entgegen. Belgrano erwartete nahe Vilcapugio (110 Kilometer südsüdöstlich von Oruro im gleichnamigen Departamento) Verstärkungen, als de la Pezuela am 1. Oktober mit seinen Truppen das Schlachtfeld erreichte. Da die Spanier marschbedingt in einer für den Kampf ungünstigen Kolonnenformation eintrafen, hätte Belgrano lediglich den Angriff befehlen müssen, um die Schlacht zu gewinnen. Da er aber erst umständlich Kampfformationen bilden ließ, konnte auch de la Pezuela seine Soldaten ordnen. Er schickte seine Kavallerie vor, die die Patrioten nicht nur an der Formationsbildung hinderten, sondern zusätzlich Verwirrung stifteten, die die nachrückende Infanterie gekonnt nutzte, um das zweite argentinische Expeditionsheer zu besiegen und in die Flucht zu schlagen (siehe Schlacht von Vilcapugio).
Belgrano hatte kaum zehn Prozent Verluste, aber die psychologische Wirkung des Sieges der Spanier, die nicht nachsetzten, war derart groß, dass Belgrano, der bereits wenige Tage nach der Schlacht sein Heer reorganisiert und Verstärkungen erhalten hatte, sich anfangs auf kleinere Guerilla-Aktionen zur Schwächung der Kolonialarmee verlegte. Weil de la Pezuela die Verpflegung einer Soldaten knapp wurde, entschloss er sich, im November seine Stellung, die er nach dem Sieg eingenommen hatte, zu verlassen und sich Belgranos Truppen zu nähern. Außerdem kündigte sich die Regenzeit an, die wegen des Gebrauchs von Vorderladern Schusswechsel erheblich beeinträchtigte. Während Belgranos Offiziere den Rückzug nach Argentinien favorisierten, wollte dieser offenbar nicht mit einer Niederlage zurückkehren und bestand auf der Konfrontation.
Am 14. November kam es, nachdem sich beide Heere einen Tag lang vorbereitet hatten, am Berg Ayohuma, etwa 20 Kilometer nordwestlich von Potosí, zur Schlacht. Beide Seiten verfügten über rund dreieinhalbtausend Mann, wobei die Spanier mehr Infanterie und die Patrioten mehr Kavallerie hatten. Im Morgengrauen ließ de la Pezuela angreifen und wieder ließ Belgrano sie in Formation gehen, anstatt seinen Vorteil am Übergang eines Baches zu nutzen. Mit seiner überlegenen Artillerie zwang de la Pezuela die Argentinier zum Vorrücken. Da er nun eine Abteilung auf einen Hügel an Belgranos rechter Flanke postierte, wurden dessen Angreifer von zwei Seiten und der Artillerie unter Beschuss genommen. Die daraus resultierenden 1000 Mann Verluste zwangen Belgrano zum schnellen Rückzug, den die Reserve deckte. Da de la Pezuela die Geschlagenen verfolgen ließ, trafen im Januar 1814 nur noch 1800 Soldaten in Tucumán ein. In Oberperu kehrten nach dem Rückzug der Argentinier wieder die kolonialen Verhältnisse ein. Daran konnten auch einzelne Guerilla-Banden, die gelegentlich auch Siege gegen die Kolonialmacht erringen konnten, und lokale Aufstände im Laufe des Jahres 1814 nicht wirklich etwas ändern.

## Intermezzo
Im Frühjahr 1814 übernahm José de San Martín das argentinische Nordheer für einige Monate und baute es neu auf. Sein Auftrag bestand lediglich in der Grenzsicherung, so dass er Gelegenheit fand, sich um die kontinentweite Befreiung Gedanken zu machen. Er hatte erkannt, dass die Peruaner jeden Versuch, von Nordargentinien nach Oberperu einzudringen vereiteln konnten, und so fasste er den Plan, Chile zu befreien, um von dort aus entlang der Küste mit Landungsoperationen Peru der Unabhängigkeit zuzuführen. Die Überlebenschancen eines isolierten, weiterhin von Spanien kontrollierten Oberperu, wären damit erheblich gesunken. Erst 1820 kam es jedoch zu der Expedition von San Martín, der allerdings der endgültige Erfolg versagt blieb. Simón Bolívar und Antonio José de Sucre fiel, als sie die Spanier in Peru besiegt hatten, 1825, plangemäß, Oberperu kampflos in die Hände (siehe die Schlacht von Ayacucho).
Während die Oberperuaner 1814 in ihren aussichtslosen, aber nicht völlig erfolglosen Kampf gegen das koloniale Mutterland auf lokaler Ebene fochten, führte José Rondeau das argentinische Nordheer, um es auf den Anfang 1815 beginnenden Feldzug vorzubereiten. San Martín war derweil mit der Abwehr eines Teils des spanischen Expeditionsheeres an der argentinischen Küste befasst. In Oberperu hatten sich in einigen Regionen einige Unentwegte gehalten, die nicht aufhörten, den Spaniern Widerstand zu leisten. In La Plata wollte man die Patrioten dort unterstützen, so dass Anfang 1815 eine dritte Expedition zum Abmarsch bereit war. Gerade als sie sich in Bewegung setzen wollte, traf der Befehl der Junta von Buenos Aires ein, dass Rondeau als Befehlshaber durch José Antonio Álvarez de Arenales ersetzt werden sollte. Rondeaus Offiziere überredeten ihn dazu die Anordnung zu missachten und die Kampagne selbst zu führen. Rondeaus Entscheidung zu meutern und die Leitung zu übernehmen, sollte für seinen Feldzug verheerende Folgen haben.

## Dritte Expedition 1815
Im Januar 1815 brachen die Argentinier zum dritten Mal nach Oberperu auf. Da die Spanier diesmal eine Raumdeckung praktizierten, das heißt, ihr Heer wegen der Guerillas in einzelne Garnisonen aufgespalten hatten, konnte auch Rondeau mittels mehr oder weniger großer Abteilungen die Spanier bekämpfen. Meist siegreich, rückten die Argentinier vor, auch deswegen, weil de la Pezuela den Südteil des Königlichen Gerichtsbezirks nach dem einzigen größeren Gefecht im April aufgab. So konnte Rondeau Mitte des Jahres in Potosí Einzug halten.
Bereits im März hatte er sich mit Martín Miguel de Güemes, der als Intendant (entspricht einem Gouverneur) von Salta mit seinen 1000 Gauchos nicht unerheblich zum Gelingen am Beginn des Feldzugs beigetragen hatte, zerstritten, und dieser war nach Argentinien zurückgekehrt. In der zweiten Jahreshälfte nahmen in Potosí die Disziplinlosigkeiten in Rondeaus Heer zu, und eine Reihe von Offizieren folgte dem Beispiel ihres Chefs und verweigerte den Befehl. Dieser schleichende Prozess sorgte für Niederlagen im Feld, wie beispielsweise die von Martin Rodriguez am 20. Oktober gegen Pedro Antonio Olañeta, der später der letzte Vizekönig in Oberperu war (vgl. Die Schlacht von Ayacucho), als der Argentinier mit einem Überraschungsangriff scheiterte.
Joaquín de la Pezuela erkannte seine Chance, führte ein Heer zusammen und begann die Verfolgung des sich zurückziehenden Rondeau. Auf der Pampa von Sipe Sipe nahe Cochabamba stellten die Spanier das dritte Expeditionsheer am 28. November. Den numerisch weit überlegenen Königstreuen entgingen die Argentinier nur durch Flucht. Schwer dezimiert blieb Rondeaus Heer nur der Rückzug nach Argentinien, verfolgt von den Truppen de la Pezuelas. Diese Niederlage wurde international als das Ende der Unabhängigkeitsbestrebungen von Oberperu betrachtet, aber auch ohne argentinische Unterstützung führten eine Anzahl von Oberperuanern den Kampf weiter. In den selbstverwalteten Gebieten entstanden sogenannte republiquetas. In diesen kleinräumigen Staatsgebieten mit republikanischer Regierung lebte der Unabhängigkeitsgedanke zumindest eine Zeitlang fort.

## Nachspiel
Als das geschlagene Heer der dritten Expedition Anfang 1816 in die Provinz Salta kam, entflammte der Streit zwischen Rondeau und Güemes erneut, weil ersterer Waffen und Unterstützung zur Landesverteidigung einforderte und letzterer ein anderes Konzept verfolgte. Ein Gesandter der La Plata-Junta vermittelte im März eine Übereinkunft, nachdem die beiden Truppen nur knapp an einem Bürgerkrieg vorbeigeschrammt waren. Im Juni zog sich Rondeau mit seinen Soldaten nach Tucumán zurück und wurde von Belgrano als Befehlshaber ersetzt.
Belgrano unterstützte die republiquetas soweit es seine Möglichkeiten zuließen, aber de la Pezuela, den die Truppenkonzentration an der argentinischen Nordgrenze von einem Einfall abgehalten hatte, ließ eine Grenzsicherung zurück und wandte sich den Patrioten im Landesinneren zu. Nachdem er im Lauf des Jahres 1816 den Widerstand der Patrioten gebrochen hatte, wurden die Verantwortlichen, soweit sie die Gefechte überlebt hatten, vom Präsidenten des Königlichen Gerichtshofs von Cusco, Mariano Ricafort Palacín y Abarca, in La Paz mit aller Härte abgeurteilt. De la Pezuela wurde für eine Leistungen zum Vizekönig von Peru ernannt, wo er turnusmäßig Abascal ablöste. An der Südgrenze wurde José de la Serna y Hinojosa zum Kommandeur befördert. Anfang 1817 fiel er mit seinen Truppen in Nordargentinien ein, konnte aber zurückgeschlagen werden; die Argentinier betrachten dies als Vierte Expedition. Ein weiterer Grund für den Rückzug von de la Serna lag in der gescheiterten peruanischen Operation zur Rückeroberung von Chile.
In Oberperu überlebten nur wenige der aktiven Patrioten und setzten ihren aussichtslosen Kampf fort, während die Spanier unerschütterlich an den Schalthebeln der Macht saßen. Da sich in Chile die Kämpfe mit den Königstreuen hinzogen, startete die Expedition von San Martín erst 1820, und weil Großkolumbien eingreifen musste, erlangte Oberperu seine Unabhängigkeit erst 1825.